# Grudki (przystanek kolejowy)
Grudki – przystanek kolejowy na linii kolejowej z Hajnówki do Białowieży; koło wsi Grudki, w bezpośrednim sąsiedztwie przejazdu przez drogę wojewódzką nr 689.
Przystanek został oddany do użytku 10 listopada 1984. Zbudowano go z inicjatywy radnego Gminnej Rady Narodowej Bronisława Poleszuka, przy udziale mieszkańców całej gminy Białowieża. Wartość prac wyniosła ponad 2,3 mln ówczesnych złotych.